# Campagne méditerranéenne de 1798
Ne doit pas être confondu avec Campagne méditerranéenne (1793-1796).
Guerre de la deuxième coalition
La campagne méditerranéenne de 1798 est une série d'opérations militaires navales autour d'un corps expéditionnaire français, l'Armée d'Orient, envoyé en Égypte sous le commandement de Napoléon Bonaparte dans le cadre de la campagne d'Égypte pendant les guerres de la Révolution française. Elle est notamment marquée par la bataille d'Aboukir et la conquête de Malte.

## Contexte
Pour un article plus général, voir Guerre de la deuxième coalition.
L’année 1798 voit la reprise des conflits en Europe avec la formation de la Deuxième coalition face à la France. La Grande-Bretagne, seule nation n’ayant pas signée la paix avec la France lors du traité de Campo-Formio, tente de s’unir avec la plupart des nations hostiles à l’Hexagone pour reprendre le conflit. Parallèlement, la France décide d’attaquer indirectement la Grande-Bretagne, en coupant ses routes commerciales avec les Indes, en passant par l’Égypte. L’objectif pour Bonaparte demeure de mettre à genoux l’économie britannique pour l’obliger à signer une paix durable.
Dans ce contexte, la maîtrise de la Méditerranée est un enjeu majeur. À la fois pour la Grande-Bretagne qui souhaite préserver son précieux commerce avec les Indes et à la fois pour la France qui peut porter un coup fatale à son ennemi.

### Stratégie française
1798, le Directoire est déterminé à mettre fin aux guerres de la Révolution française en éliminant une bonne fois pour toute la perfide Albion. Une série d'invasions des îles britanniques est planifiée et le général Napoléon Bonaparte, âgé de 28 ans, qui a vaincu les Autrichiens en Italie l'année précédente, est désigné pour diriger l'Armée d'Angleterre qui a été rassemblée à Boulogne-sur-Mer,. Cependant, la Manche est contrôlée par la Royal Navy et la flotte française est bien amoindrie par rapport au début du conflit,Ainsi, Bonaparte quitte Boulogne au printemps 1798 et retourne à Paris où il informe l’état-major de l’impossibilité de l’invasion maritime de l’Angleterre, De Paris, il rassemble une flotte et une armée pour envahir l’Égypte, sous contrôle ottoman. Pour Bonaparte, la prise de l’Égypte est une étape indispensable à la neutralisation de l’économie britannique. Cette dernière bénéficiant de l’exploitation de ses colonies aux Indes. En août 1797, il écrivait déjà :

« Les temps ne sont pas éloignés où nous sentirons que pour détruire l'Angleterre, il faut nous emparer de l'Égypte. Le vaste empire ottoman, qui périt tous les jours, nous met dans l’obligation de penser de bonne heure à prendre des moyens pour conserver notre commerce au Levant »

De même, la prise de Malte est déjà évoquée par l’officier français. Bonaparte est convaincu que ces opérations seront un succès car il estime que la situation est défavorable à la Grande-Bretagne en Méditerranée. La flotte britannique ne dispose, depuis le retrait de Corse en 1796, d’aucun port en Méditerranée et la révolte irlandaise qui gronde sur le territoire britannique font pencher, pour Bonaparte, la balance en faveur de la France.
Bonaparte prépare donc cette invasion de l’Égypte à Toulon où 13 vaisseaux de guerre et assez de navires de transport pour acheminer les 20 500 hommes prévus à l’invasion, l’attendent. Le vaisseau amiral a 120 canons, trois en ont 80 et le reste en a 74. Bonaparte estime à 28 000 hommes dont 3 000 cavaliers les forces nécessaires à la prise de l’Égypte. Fort de seulement 20 000 hommes, il fait rapidement lever, principalement en Italie, environ 12 000 hommes pour renforcer ses forces expéditionnaires. Au total, 32 300 hommes quittent différents ports méditerranéens en direction d’Égypte, 24 300 soldats d’infanterie, 4 000 cavaliers, 3 000 artilleurs et 1 000 non-combattants. La flotte est mise sous les ordres du vice-amiral de Brueys qui prononce ces mots avant le départ :

« Nous avons à combattre un ennemi puissant, très exercé dans les manœuvres navales, ayant un nombre de vaisseaux au moins triple des nôtres. Nous ne devons attendre la victoire que du courage des Français, de la manière dont nos vaisseaux seront armés, et de l’habilité de ceux qui les commanderont »

La flotte principale française est divisée en trois escadres, commandée respectivement par les contre-amiraux Blanquet du Chayla, Villeneuve et Decrès.

### Réponse britannique
La Grande-Bretagne n’ignore pas les préparatifs français en Méditerranée mais est incapable de déterminer la destination de la flotte. L’état-major anglais néglige une potentielle invasion de l’Égypte par la France, en effet, quand Henry Dundas suggère cette éventualité, il est réprimandé par Lord Granville. Ce dernier jugeait l’Égypte bien trop éloigné des côtes françaises. L’état-major britannique décide donc de mener des patrouilles en Méditerranée occidentales pour intercepter toute flotte française.

## Opérations militaires

### À Malte
Bonaparte reçoit le 12 avril 1798 (23 germinal de l'an VI) l’ordre de s’emparer de Malte. Le gouvernement estimait que l’Ordre de Saint-Jean s’était montré hostile à la France lors des années précédentes et craignait qu’il accueille des navires anglais. De plus, Malte est un point stratégique de la Méditerranée et Bonaparte décide d’y établir le pont de rendez-vous de sa flotte. Le 19 mai 1798 (30 floréal de l'an VI), la flotte française de Toulon lève l’ancre, le lendemain, Bonaparte embarque sur L'Orient. Quatre jours plus tard, la flotte atteint la Corse, puis, franchit le détroit de Bonifacio le 30 mai après être passé par Gênes, Ajaccio et Civitavecchia. Le 3 juin, Bonaparte est informé que la flotte de l’amiral Nelson rode vers San Pietro et décide de passer par Mazara del Vallo, proche des côtes siciliennes. Nelson avait en effet appris le départ des Français mais s’était retrouvé incapable de la repérer,. Finalement, la flotte française se présente devant Malte le 9 juin, sans encombre.
Bonaparte a d’ores-et-déjà établi un plan d’invasion de l’île : le général Reynier doit prendre l’île de Gozo, Baraguay d’Hilliers la cale de Saint-Paul, Vaubois la cale de Saint-Julien et Desaix la ville de Marsa Sirocco. Seul manquait aux Français un casus belli pour pouvoir prendre l’île et ils obtiennent rapidement ce prétexte. Quand le Grand maître de l’Ordre refuse que les navires français se ravitaillent en eau, Bonaparte en profite pour lancer l’assaut.

#### Bataille
Les combats sont brefs ; la reddition maltaise est signée le 12 juin à bord de L’Orient. Si les trois cents chevaliers présents sont en états de défendre l’île, ils sont majoritairement français et ne souhaitent pas se battre. Le débarquement français a lieu le 11 juin après une journée de bombardements depuis la mer. Vaudois prend rapidement Mdina et les défenseurs se retranchent dans La Valette où des négociations débutent. Bonaparte obtient finalement toute l’archipel ainsi que la flotte maltaise, quant aux membres de l’Ordre, ils sont rapatriés à Rome. Les églises présentent sur l’île sont malheureusement pillées par les soldats français, pratique récurrente chez les révolutionnaires.
Le 17 juin, Bonaparte écrit après la victoire :

« Nous avons, dans le centre de la Méditerranée, la place la plus forte de l’Europe, et il en coûtera cher à ceux qui nous délogeront »

Une garnison de 4 000 hommes y est placée sous les ordres de Vaubois tandis que le reste de l’expédition reprend son chemin vers Alexandrie,.

### Actions de la flotte britannique
À la recherche de la flotte française partie de Toulon en mai, St-Vincent est dépêché en Méditerranée centrale pour prêter main-forte à Nelson. Toutefois, il détache seulement qu'une partie de ses forces, obligé d'en laisser une partie importante à Gibraltar, pour surveiller les agissements espagnols. Ces forces sont confiées à Troubridge, un officier que Nelson apprécie personnellement et que St-Vincent estime comme être le meilleur capitaine de sa flotte. Le 7 juin, les deux flottes se regroupent et forment une armada de 13 navires de 74 canons et d'un de 50. Toutefois, cette flotte dispose d'un problème majeur, son absence de frégates, pourtant vitale aux activités de reconnaissance. Les navires britanniques sont pris dans une tempête le 10 juin avant de naviguer le long de la Corse pour jeter l'ancre à l'Île d'Elbe pour y obtenir des informations. Ils ne parviennent pas à déceler la destination de la flotte de Bonparte et appareille vers le sud. Deux jours plus tard, Nelson reçoit l'information que plusieurs bâtiments français auraient été aperçus au large de Trapani et seraient, en ce moment même, à Syracuse,. Nelson fait alors diriger ses troupes à Naples où il demande à Ferdinand Ier l'aide de ses bateaux pour trouver cette maudite flotte française. Naples refuse une telle intervention mais donne tout de même l'information selon laquelle Bonaparte aurait franchi dernièrement la Sardaigne et ferait route vers Malte. Croyant alors que la destination finale des Français est la Sicile, Nelson dirige sa flotte vers l'île mais est retardé par des vents contraires et ne franchit Messine que le 20 juin. Quelques jours plus tard, il intercepte un bateau génois qui leur rapporte avoir vu la flotte française naviguer vers le sud après avoir quitté La Valette le 16 juin. Enfaîte, les français n'ont quitté la ville que le 19 et la flotte de Nelson est très proche de Brueys. Nelson comprend à ce moment que Bonaparte se dirige en Méditerranée occidentale et pense, à tort, avoir plusieurs jours de retard sur les Français. Le 26 juin, la flotte britannique capture une frégate française, la Sensible. Ce bâtiment, en direction de Toulon, revenait de Malte chargée de trésors et de blessés. La capture de ce navire permet aux britanniques de s'assurer de la destination des Français. Dès lors, les Britanniques sont certains qu'Alexandrie est la cible de la flotte d'invasion française.

### En Égypte
Nelson à ses trousses, Bonaparte décide de changer légèrement son itinéraire pour ne pas être intercepté. Ainsi, les Britanniques passent au nord des Français, sans les voir. Les deux flottes passent à certains moment à porté de vue mais, aidé par la nuit et le brouillard, Bonaparte réussi passer inaperçu. Lee lendemain, les Britanniques sont loin devant, au sud-est, tandis que les Français sont au nord.

#### Arrivée à Alexandrie et premiers affrontements
Le 28 juin, la flotte britannique découvre que les Français ne sont pas encore arrivés à Alexandrie. Elle prévient les Ottomans d’une potentiel invasion française et fait marche-arrière, en passant par le sud-est de la Méditerranée.
La flotte d’invasion arrive quant à elle à Alexandrie le 1er juillet, soit deux jours après le départ des britanniques. À son arrivée, Bonaparte apprend le refus des Ottomans de laisser les Français dépareiller. Information que Bonaparte se fiche et fait immédiatement débarquer ses hommes. À la tombée de la nuit, le débarquement est effectué après un moment de panique à la suite de l’approche d’un navire à l’horizon. Premièrement pris pour un bâtiment anglais, il s’avère être une frégate française ayant pris du retard.
Deux jours plus tard, Bonaparte mène victorieusement ses troupes à Alexandrie ; il donne le contrôle de la ville à Kléber et du port au comte Dumanoir Le Pelley.

#### Bataille d’Aboukir (1798)

Carte des positions et des mouvements des bateaux lors de la bataille de la baie d'Aboukir les 1er et 2 août 1798. Les bateaux britanniques sont en rouge et les bateaux français sont en bleu. La position intermédiaire des bateaux est donnée par une couleur pâle rouge/bleue

Voyant que le mouillage était trop mauvais pour le gros de sa flotte, Bonaparte ordonne à Brueys d’atteindre la baie d'Aboukir. Se tient alors une réunion de l’état-major pour décider de la conduite à suivre car la baie était risquée. Finalement, les ordres de Bonaparte sont respectés. Parallèlement, Nelson est surpris par l’attaque française en Égypte alors qu’il était lui-même à Alexandrie moins d’un mois plus tôt. Le 28 juillet, il fait cap avec le gros de sa flotte sur l’Égypte tandis que ces informateurs lui font part des dispositifs français. Brueys voit au loin les frégates britanniques aller et revenir à plusieurs reprises mais décide de ne pas envoyer sa flotte en haute-mer à l’encontre des britanniques, comme l’avait suggéré Blanquet du Chayla. Il fait plutôt le choix de placer sa flotte en ligne de bataille ; formation privilégiée de la plupart des officiers français. De son coté, Bonaparte décide de déplacer la flotte à Alexandrie, lieu où elle serait mieux défendue. Il envoie son fidèle aide de camp Jullien transmettre rapidement la directive à Brueys. Cette information ne parviendra jamais à l’amiral, Julien est massacré par des bédouins sur son chemin.
La flotte britannique s’avance vers la formation française.
Le 1er août, Nelson arrive à Alexandrie et se renseigne sur les positions françaises. Brueys, surpris par l’arrivée inopportune des Britanniques, est incapable de prendre les bonnes décisions. Le tiers des marins français était à terre mais Brueys n’ordonne immédiatement pas le branle-bas de combat et convoque plutôt tous ses capitaines pour une réunion d’urgence. De ce fait, la plupart des frégates sont délaissées au profit des navires de ligne, faute de marins.
Peu après 18h, la bataille commence, les navires britanniques se dirigent droit vers l’avant-garde française. Les premiers tirs échangés entre le Guerrier et le HMS Golliath lancent les hostilités.

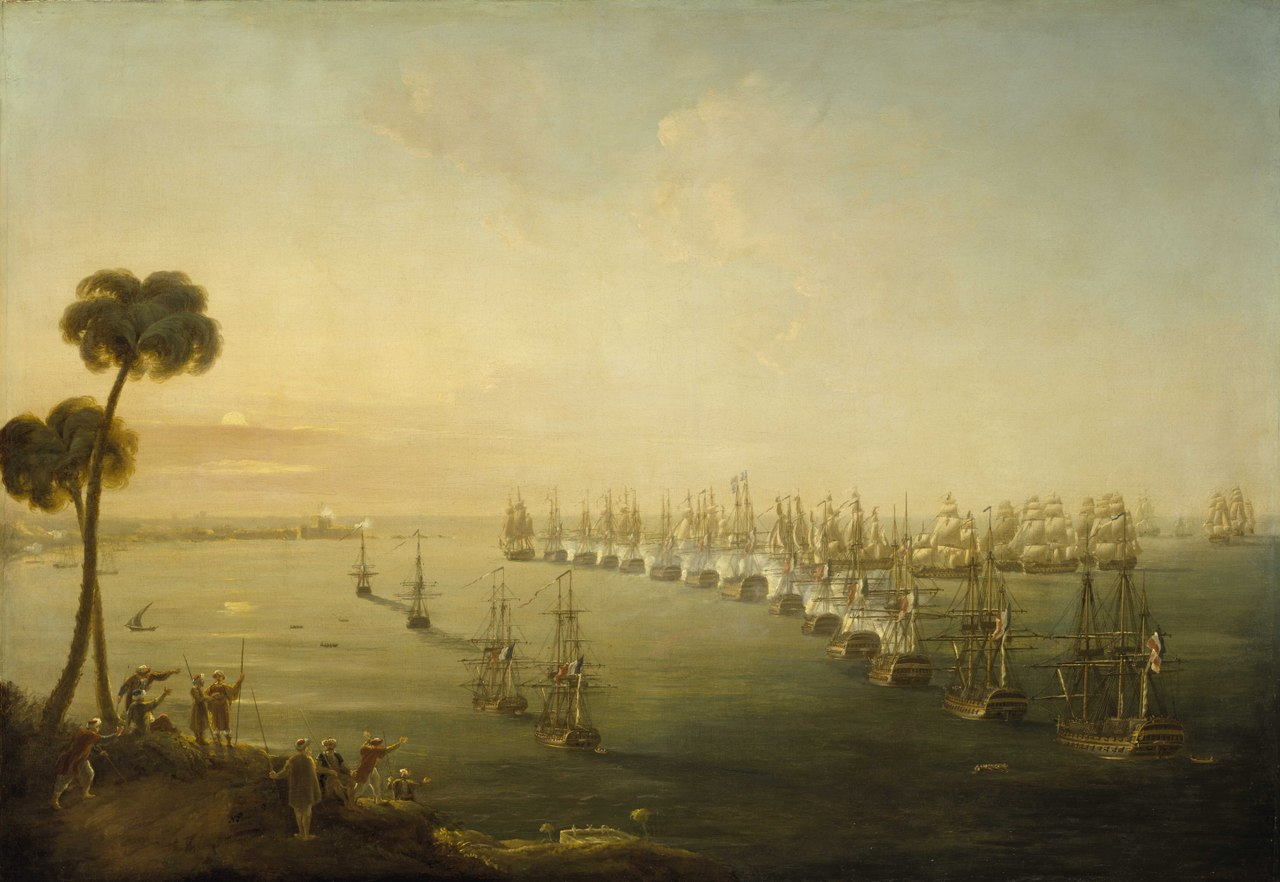
La bataille du Nil, le 1er août 1798, Nicholas Pocock, 1808, National Maritime Museum.
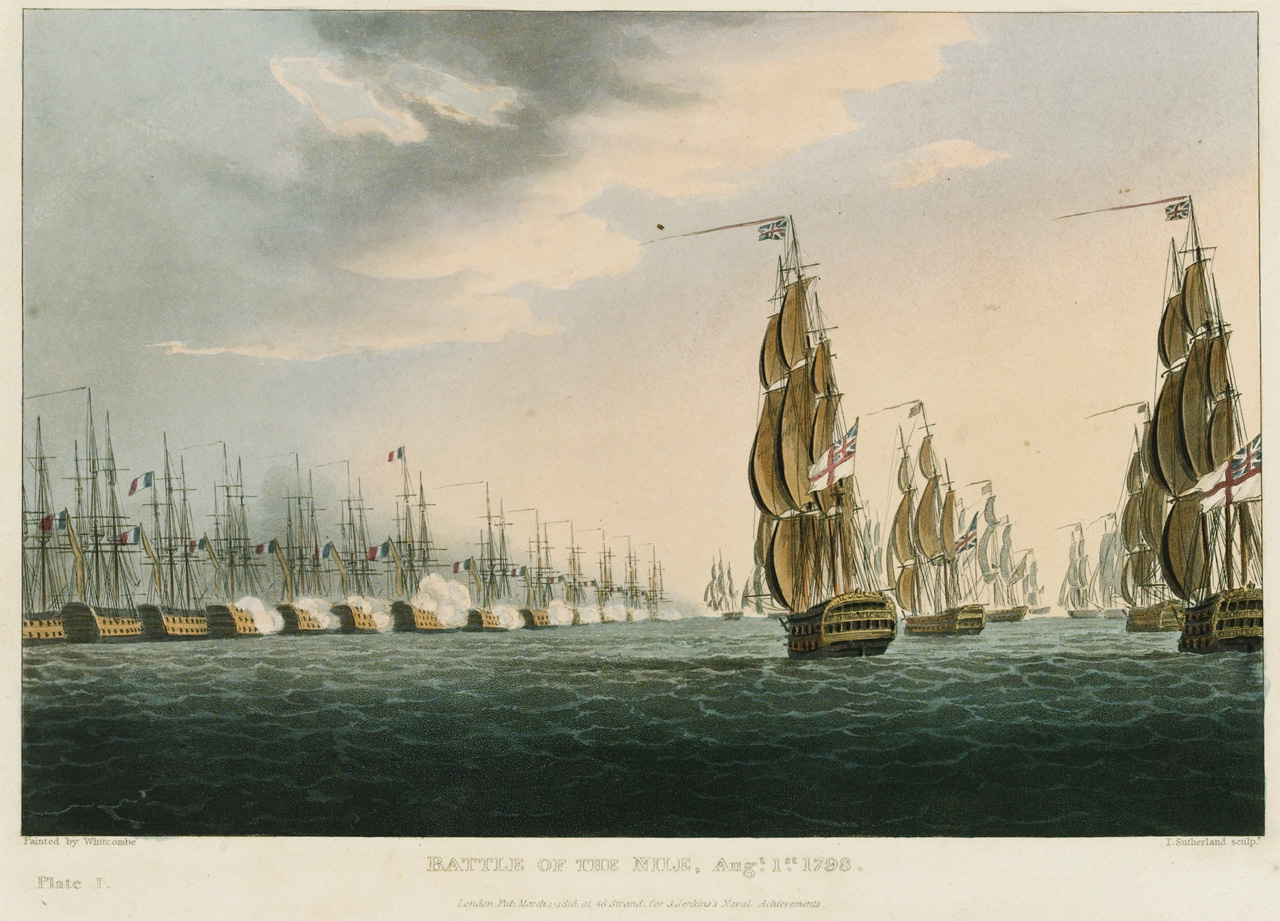
Bataille du Nil, 1er août 1798, Thomas Whitcombe, 1816, National Maritime Museum.
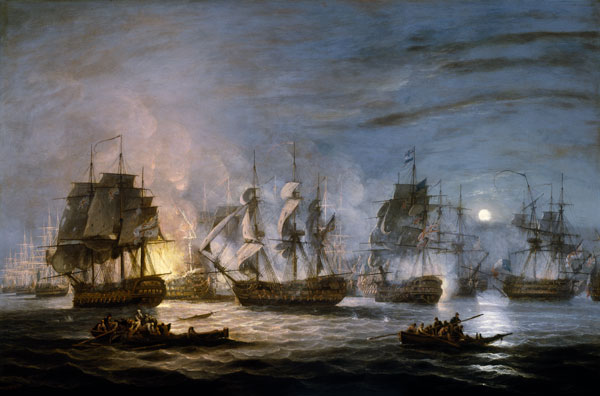
La bataille sur le Nil, Thomas Luny, 1830.
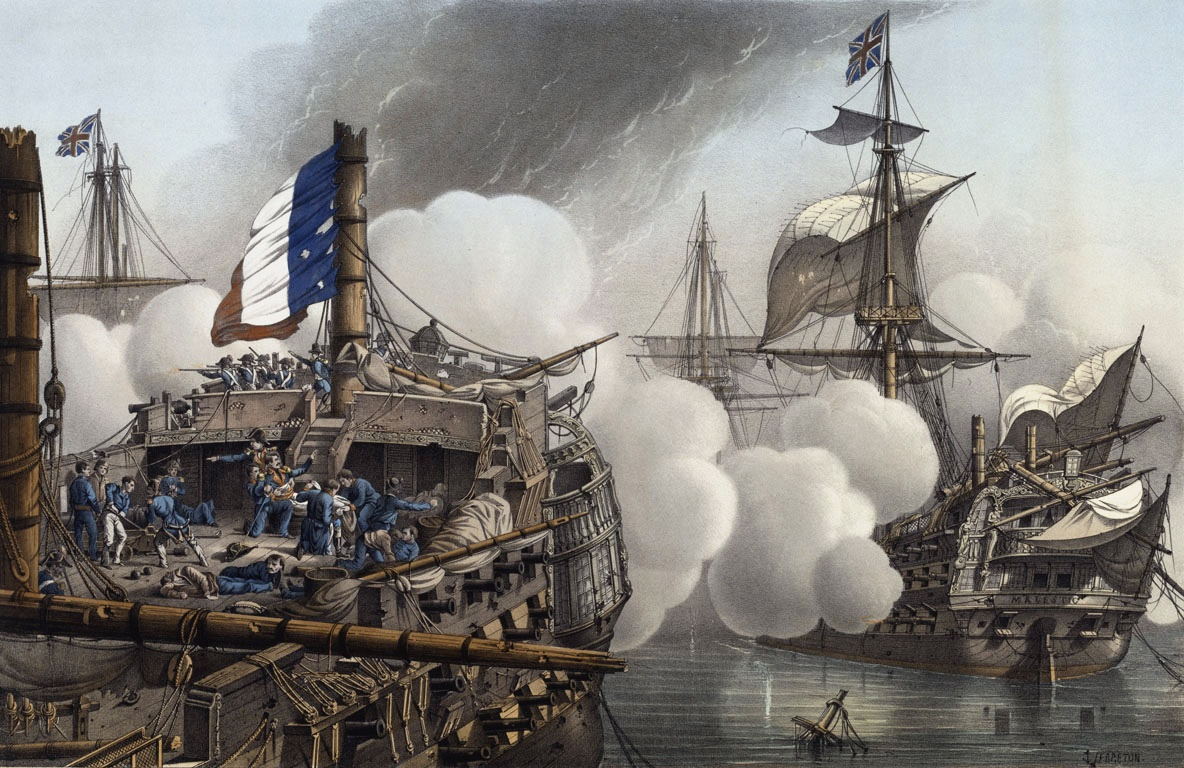
Le Tonnant au combat d'Aboukir en 1798, Louis Le Breton.

##### Destruction du navire-amiral français
Vers 20h, le Swiftsure, l'Alexander et le Leander percent le centre français, un coup de canon, tiré depuis l’un de ces trois bâtiments, tue sur le coup l’amiral Brueys. L’Orient est endommagé et prend feu ; vers 21h, cet incendie est dorénavant incontrôlable et une heure plus tard, il explose. Le naufrage du navire-amiral conduit à l’arrêt des tires français qui doivent éteindre les départs d’incendie sur leur propre navire ou essayer de comprendre ce qui s’est passé pour les plus éloignés. Si les hostilités reprennent, elles se calmes rapidement après la reddition de l’amiral Blanquet vers minuit. Villeneuve parvient quant à lui à s’échapper dans la matinée tandis que le reste de la flotte française est soit sabordé, coulé ou rendu à l’ennemi.

La bataille sur le Nil, 1er août 1798 : Fin de l'action, Thoams Whitcombe, 1799.
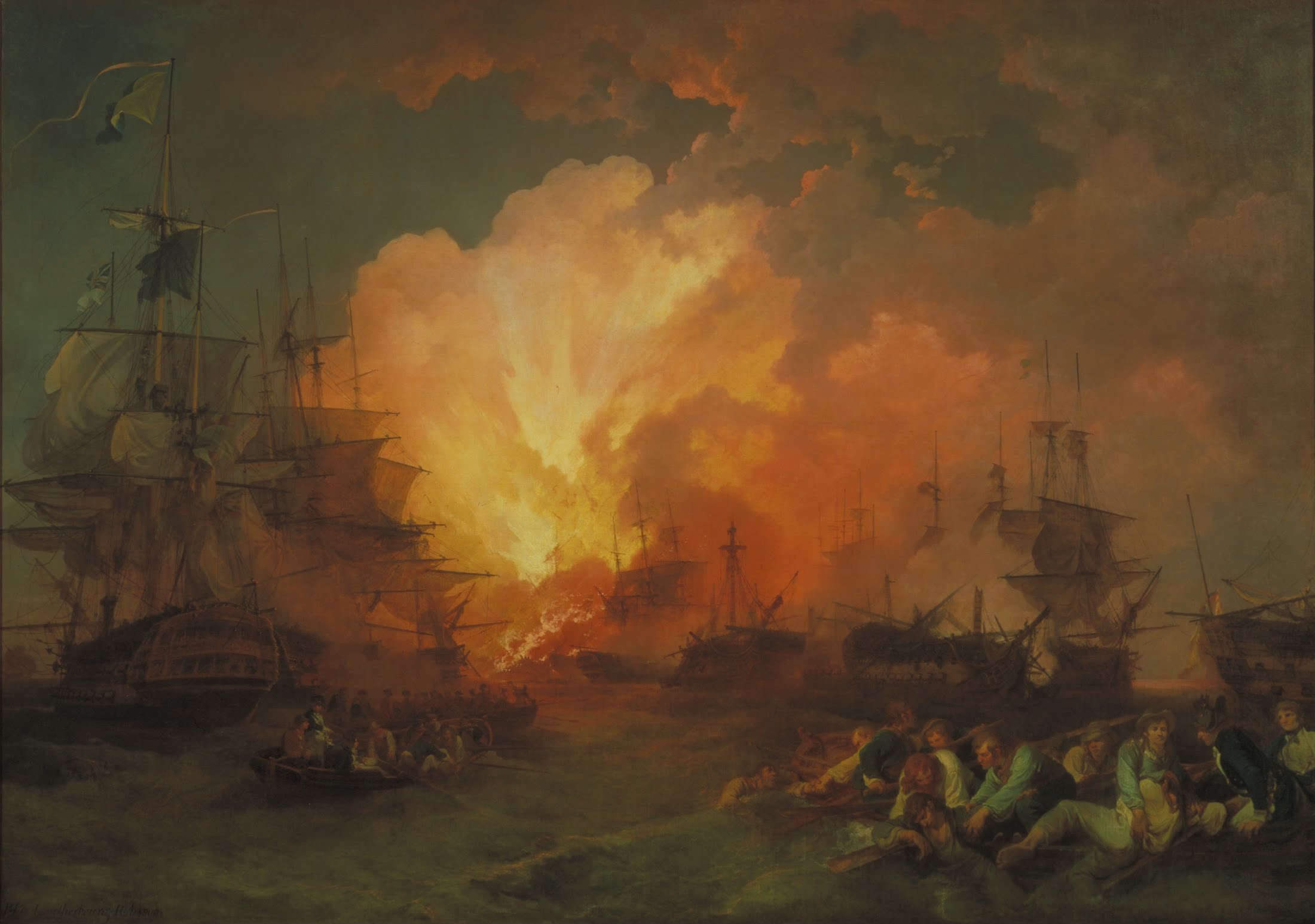
La bataille sur le Nil, Philippe-Jacques de Loutherbourg, 1800, Tate Britain.
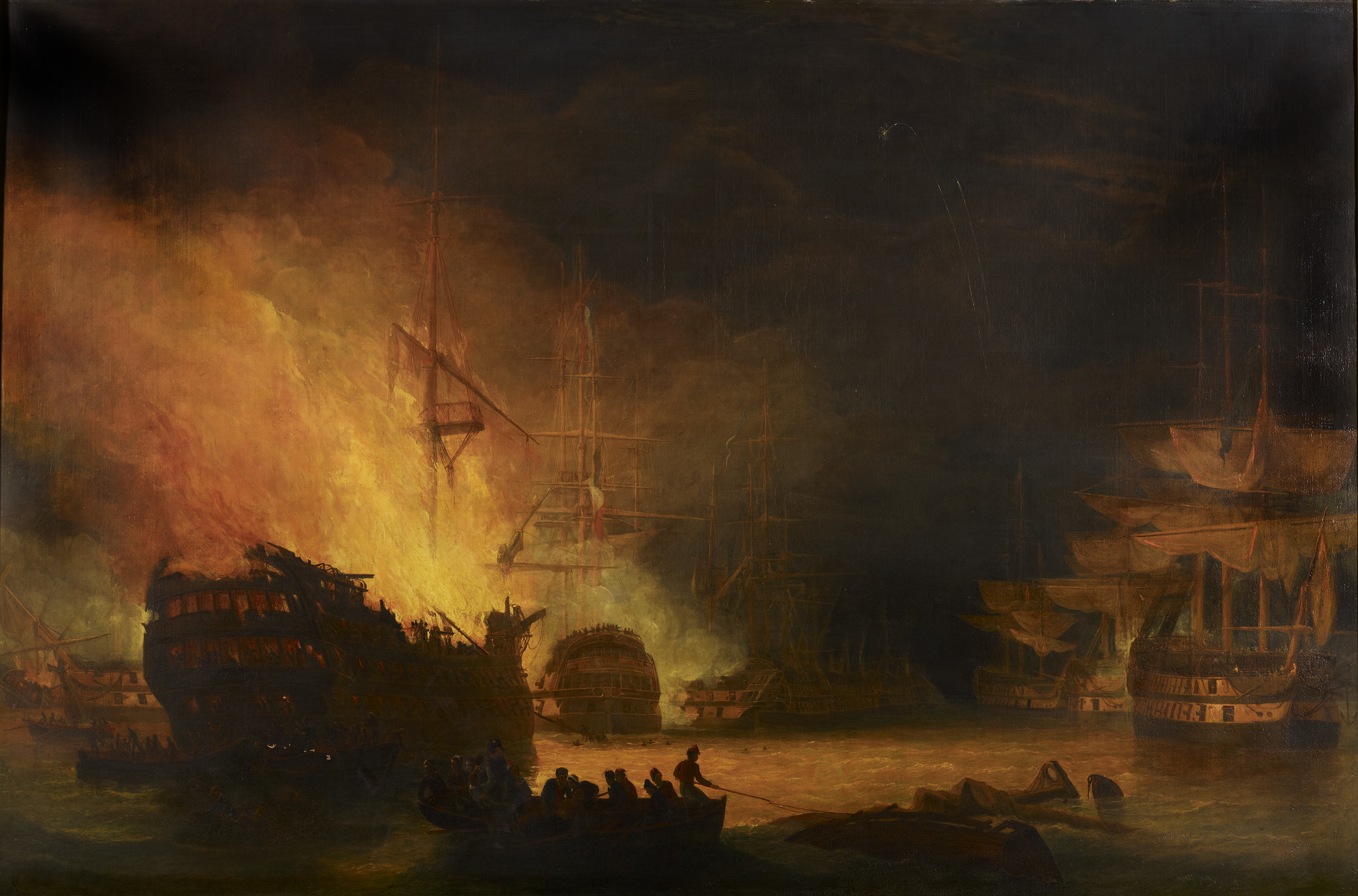
La bataille sur le Nil, Joseph Cartwright, 1801.
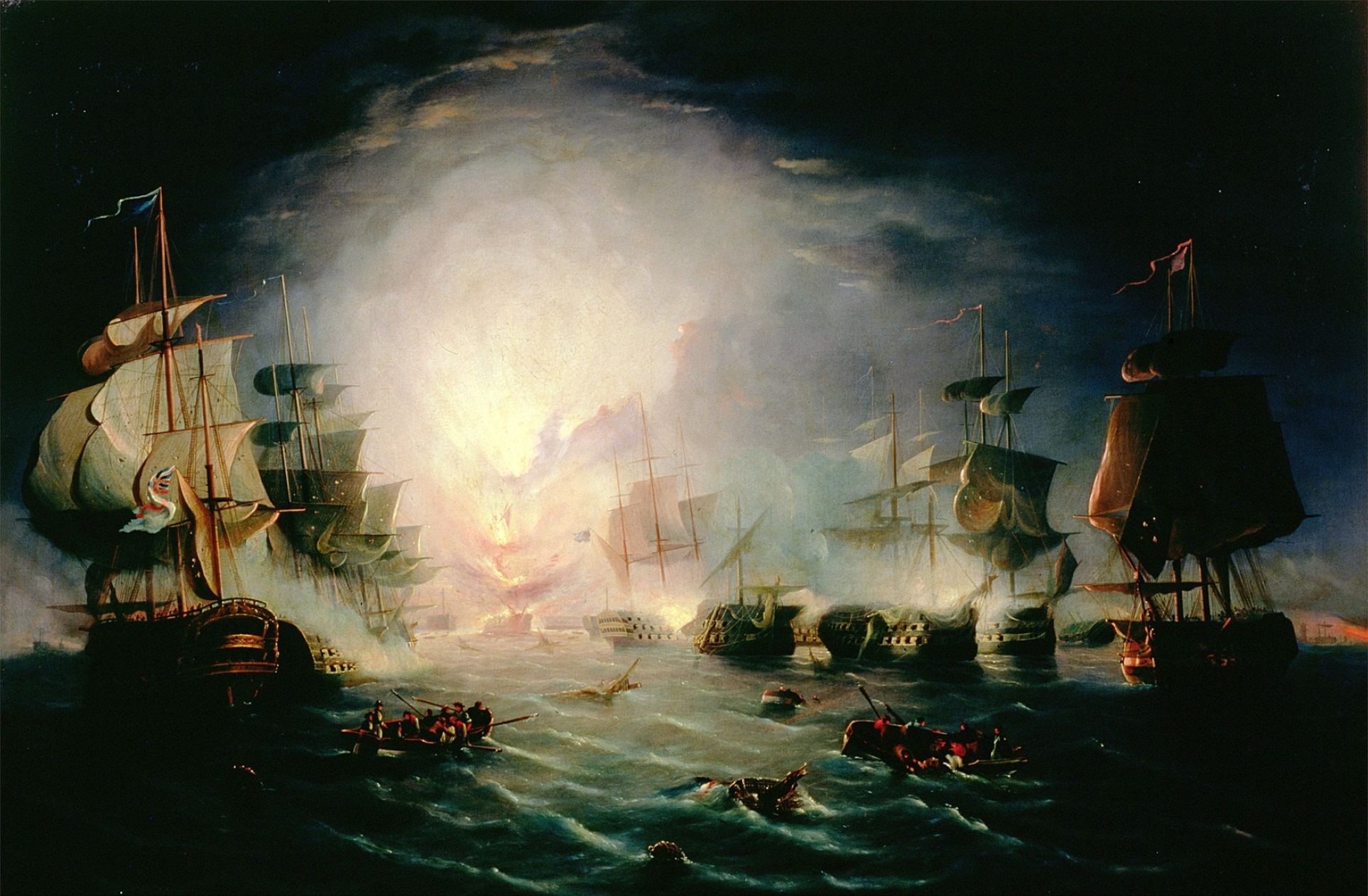
L’explosion du navire du commandant français « L’Orient » à la bataille du Nil, 1798, John Thomas Serres.
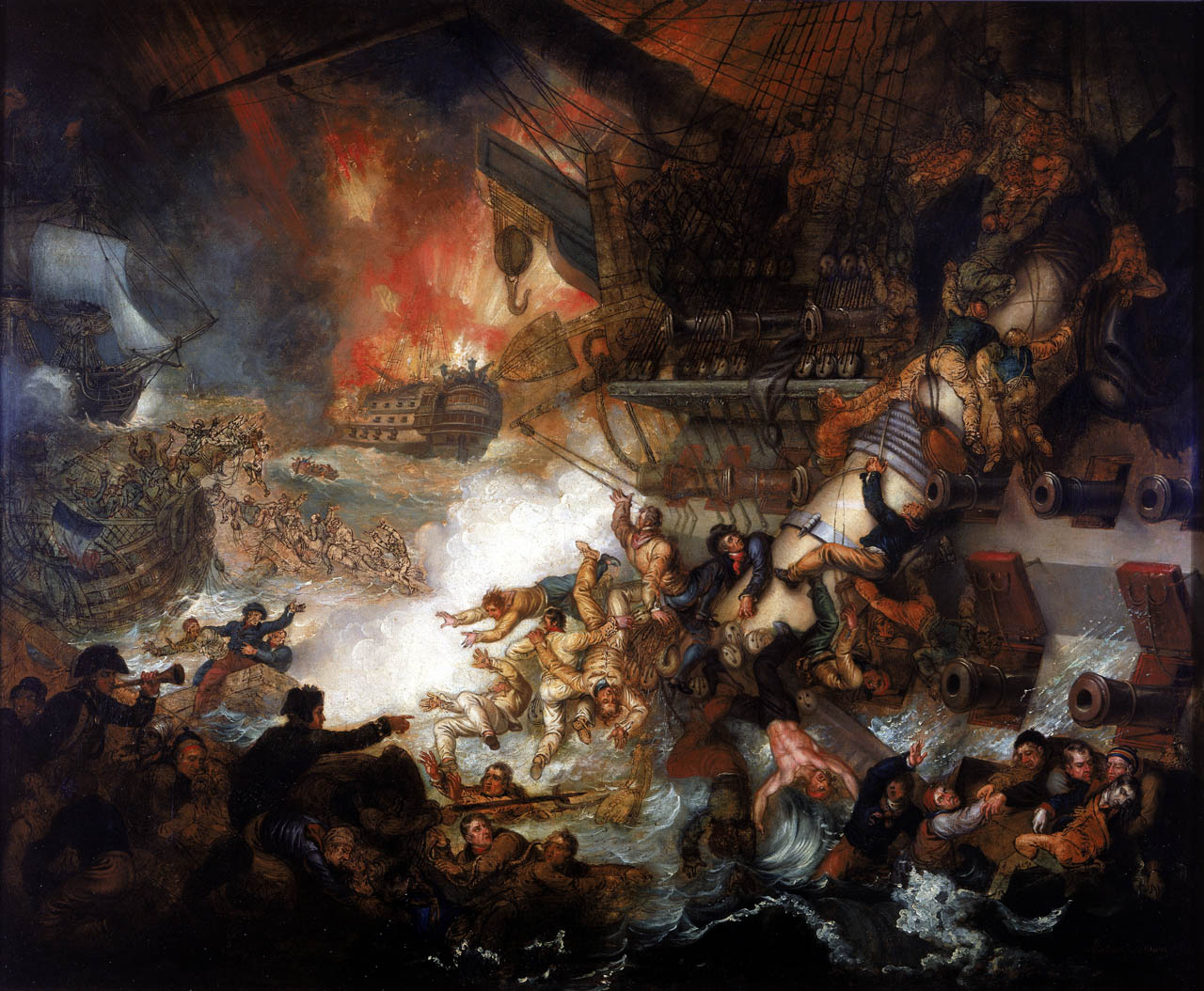
La Bataille du Nil : Destruction de l'Orient, Mather Brown, 1825, National Maritime Museum.
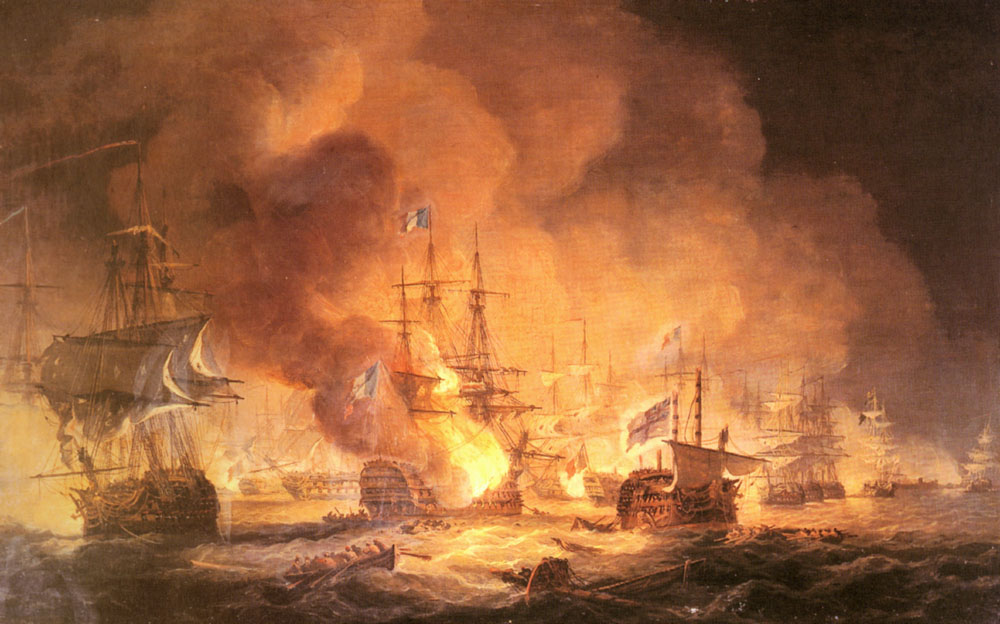
Bataille du Nil, 1er août 1798 à 22 heures, Thomas Luny, 1834.
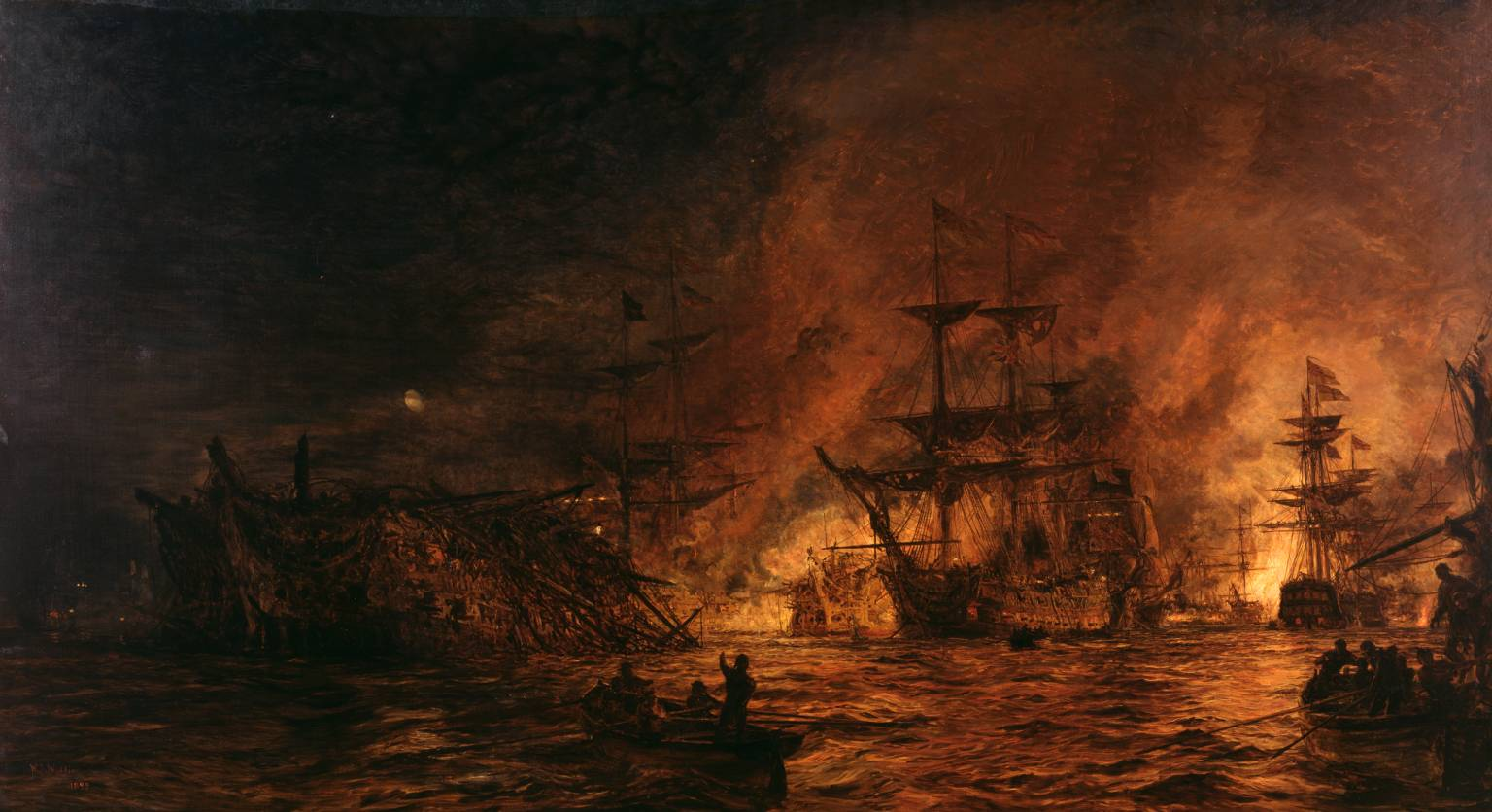
La bataille sur le Nil, William Lionel Wyllie, 1899, Tate Britain.

## Conséquences et suites
À l’exception de Villeneuve, la flotte française de Méditerranée est anéantie. Neuf des onze navires de ligne ont été capturés et 3 000 à 5 000 marins sont tués ou blessés. Quant aux britanniques, on décompte moins d’un millier d’hommes hors d’état de combattre et plusieurs navires ayant besoin d’importantes réparations. Nelson reste donc en Égypte durant deux semaines pour régler des affaires avant de reprendre la mer. Puis, il détruit les bâtiments français capturés et fait diriger sa flotte vers plusieurs points stratégiques : Gibraltar, Naples et Cadix,. Bonaparte apprend la destruction de sa flotte le 14 août et aurait lancé :

« Nous n'avons plus de flotte : eh bien. Il faut rester en ces contrées, ou en sortir grands comme les anciens »

Le 18 août 1798, Le HMS Leander, détaché de la flotte principale de Nelson, rencontre le Généreux, un soixante-quatorze canons rescapé d’Aboukir. Alors en direction de Corfou, la bataille démarre entre les deux navires et, le bâtiment français, plus lourd et mieux armé, tire avantage du combat et s’empare du quatrième rang britannique,. Les prisonniers capturés subissent un mauvais traitement de la par du capitaine Lejoille, qui pille les effets personnels des membres d’équipages et les oblige à effectuer des réparations multiples.

### Occupation et blocus de Malte
La disparition de navires français en Méditerranée permet aux Britanniques d’établir un blocus des ports sous domination française. Malte, récemment conquis, ne fait pas exception et la garnison de Vaubois doit alors se retrancher à La Valette. De plus, les Maltais sont très insatisfaits de l'occupation française, notamment à cause du rétablissement du rite romain catholique dans l'archipel et de la dureté du gouverneur, Regnaud de Saint-Jean d'Angély. Les autochtones se révoltent peu de temps après l'arrivée des occupants, obligeant ces derniers à se réfugier dans les différentes places fortes de l'île. Notamment le 28 août, jour où le Guillaume Tell, rescapé d'Aboukir accoste sur l'île et propage la nouvelle de la récente défaite d'Égypte. Cette annonce agît comme un détonateur chez la population maltaise qui massacre les troupes postées à Mdina. C'est alors que commence le siège de La Valette, assuré à terre par les Maltais, armés par la Grande-Bretagne et assuré en mer par une flotte anglo-portugaise du Marquis de Nizza et de Nelson en personne,.
Le 24 octobre, alors que Nelson arrive pour la première fois sur l'île, les Britanniques signent un accord avec Gozo, une des plus grandes îles de l'archipel, s'étant soulevée quelques semaines plus tôt. L'île devient alors un micro-État indépendant et permet aux coalisés d'organiser le ravitaillement de la population maltaise, sans pour autant lever le blocus. Ce dernier est accompagné de quelques combats mais surtout de famines et de maladies pour les assiégés. Les affrontements sont plutôt brefs, majoritairement des assauts d'irréguliers mal organisés ou des sorties inefficaces. Le problème majeur pour les Français est, sans doute, le ravitaillement de l'île ; autrefois, l'approvisionnement se faisait par des avisos, reliant les ports italiens amis à la capitale maltaise. Dorénavant, les voyages entre La Valette et l'Italie sont incertains et c'est à plusieurs reprises que des enseignes français sont capturés durant leur trajet. Dès le début du siège, les Français pensent à mener une action pour se libérer du blocus, à l'image du plan proposé par de Bosredon de Ransijat (en). Il proposait une sortie, avec tous les bâtiments présents sur l'île, en direction du port sicilien de Girgenti pour se procurer des denrées ou, évacuer définitivement Malte. Mais Vaubois s'obstine à conserver coûte que coûte l'île et, certain des réserves de nourritures de La Valette, il décline toute proposition visant à quitter Malte.

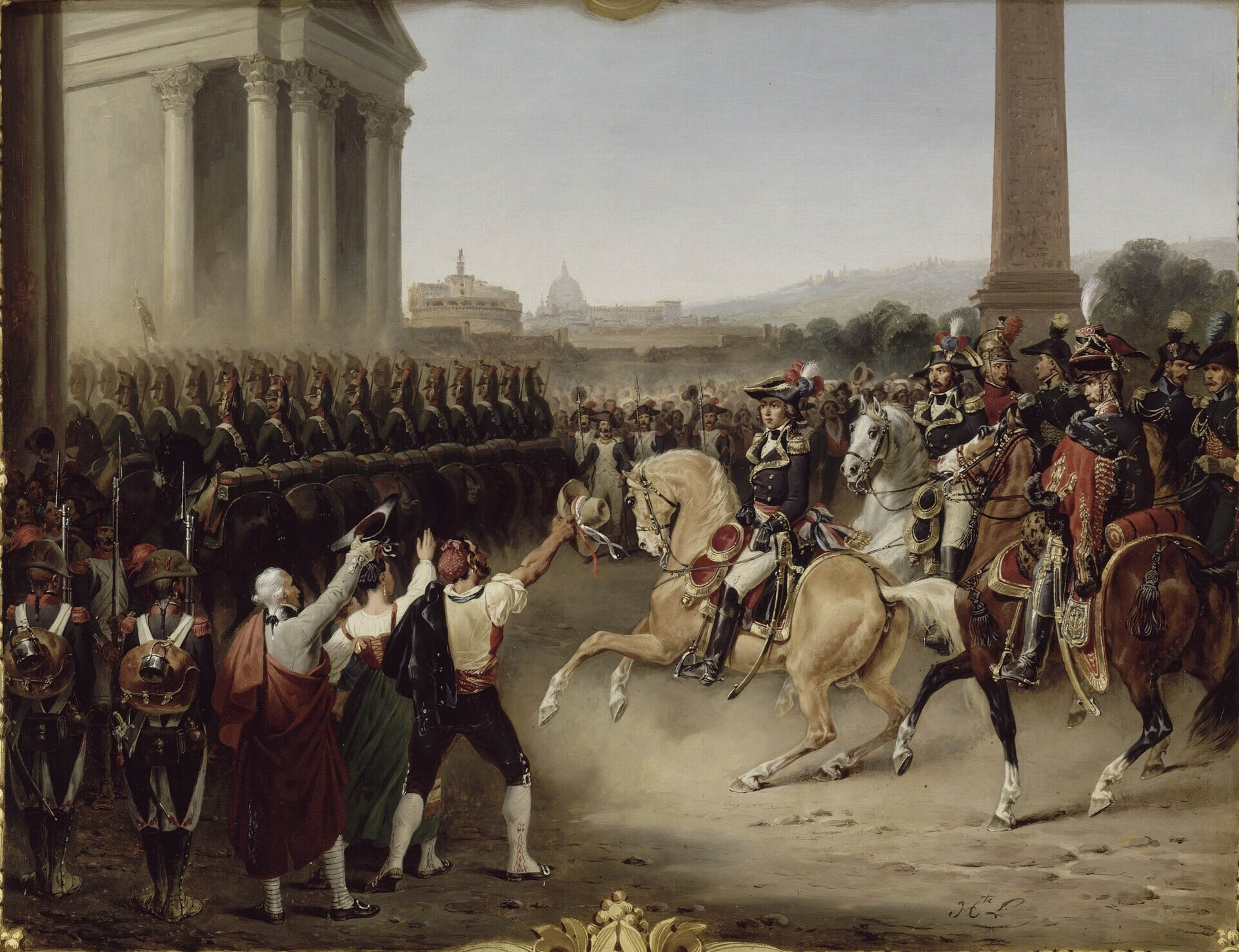
Entrée de l'armée française à Rome, 15 février 1798, par Hippolyte Lecomte (château de Versailles)

Parallèlement, Nelson prend des congés à Naples où il conseille le royaume de mener une offensive sur Rome pour y chasser les Français, prétendument en mauvaise position et peu enclins à résister. Il pousse réellement le Roi Ferdinand à déclarer la guerre à la France, le souverain ordonne au général autrichien Mack d'attaquer les États pontificaux en novembre 1798. Rome tombe rapidement aux mains des Napolitains avant de subir une douloureuse défaite menant à une débâcle des troupes austro-napolitaines. Finalement, les troupes du Directoire entrent dans Naples en janvier 1799 et fondent la République parthénopéenne.

### Formation de la Deuxième coalition et Campagne d'Égypte
Avec la perte de la présence française en Méditerranée, les communications entre Bonaparte et la métropole sont sévèrement réduites. Pendant plusieurs semaines, les quelques frégates françaises tentant d’approvisionner l’Égypte sont coulés ou capturés par des forces britanniques,. Ces forces britanniques sont rapidement renforcées par des navires russes, ottomans et portugais. En effet, si Bonaparte souhaitait signer une alliance avec l’Empire ottoman, la défaite en Égypte incita ces derniers à se ranger aux côtés des Britanniques. De même pour la Russie et l’Autriche qui intègrent par la suite la Deuxième Coalition. La Russie voit en effet d’un mauvais œil cette incursion française en Orient, qui pourrait menacer les possessions et intérêts russes dans cette région du monde.

### Perte des îles ioniennes

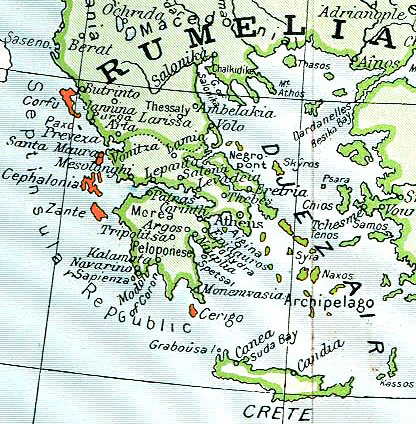
Carte présentant les territoires possédés par la France en Grèce (en rouge)

Les efforts russes et ottomans se concentrent principalement en Mer Ionienne. Le Traité de Campo-Formio avait cédé les Îles Ioniennes et plusieurs forts importants sur les côtes grecques à la France. Mais dès octobre 1798, la plupart des forts tombent déjà dans les mains des Ottomans qui dégagent alors la route vers les îles ioniennes. un corps expéditionnaire russe en profite pour envahir l'archipel. Composé de dix navires de lignes et d'une trentaine de navires plus petits, cette force d'invasion écrase rapidement les défenses françaises qui sont contraintes à la reddition. Seule l'île de Corfou repousse courageusement les offensives russo-turques. Un blocus y est alors instauré, de manière chaotique car le Généreux s'y enfuit et atteint l'Italie. À la fin de l'année, la situation n'a guère évolué, la garnison française tenant bon face à un siège désordonné de la part de la Russie. Toutefois, les Français manquent peu à peu de vivres et leurs tentatives de sorties sont toutes, plus ou moins, un échec.

### Prise de Minorque
Si Nelson est concentré en Méditerranée centrale (Malte et Naples) et orientale (Égypte et Syrie), la Méditerranée occidentale n'est pas omise. Sous les ordres de St-Vicent, la flotte principale de la Grande-Bretagne veille à ce que les marines françaises et espagnoles n'interviennent pas. Dans cet optique, les navires britanniques établissent rapidement un blocus exigeant des principaux ports d'Espagne méditerranéens, dont Cadix. Cette domination n'est pas remise en question par la flotte espagnole en 1798. Le seul déploiement significatif espagnol de l'année fut celui d'une escadre de frégates, interceptée et vaincue en juillet par le Lion. Ce champ-libre accordé à St-Vincent lui donne l'opportunité de réfléchir à des opérations de grandes envergures. L'amiral est intéressé par le port de Minorque, disposant d'un chantier naval moderne en eau profonde. St-Vincent organisa donc la prise du port stratégique ; il détache deux navires principaux, trois frégates et plusieurs petits navires en direction des Baléares, sous les ordres de Thomas Duckworth. Le corp expéditionnaire arrive au large de Minorque le 7 novembre et débarque dans la crique d'Addaia les troupes terrestres. Ces forces s'emparent de Port Mahon, puis obtiennent la reddition des autres villes minorquines. Le 11 novembre, quatre frégates espagnoles tentent de perturber le déroulement des opérations mais sont repoussées plutôt aisément par les Britanniques. Cinq jours plus tard, l'île tombe totalement sous le joug de l'Albion.